# Валиев, Тимур Арсенович
Тиму́р Арсе́нович Вали́ев (лак. Валихъал Тимур; род. 19 января 1990, Махачкала) — российский боец смешанного стиля, представитель легчайшей весовой категории. Выступает на профессиональном уровне начиная с 2010 года, известен по участию в турнирах таких бойцовских организаций как UFC, WSOF, Fight Nights и др. Чемпион Европы по панкратиону, бронзовый призёр Кубка мира по панкратиону, четырёхкратный чемпион России по комплексному единоборству, мастер спорта по самбо.

## Биография
Тимур Валиев родился 19 января 1990 года в городе Махачкала, Республика Дагестан (по национальности лакец). В детстве в течение нескольких лет серьёзно занимался футболом, затем в возрасте шестнадцати лет по совету друга записался в секцию ушу-саньда и состоял в ней около трёх лет. Постепенно освоил такие виды единоборств как кикбоксинг и тайский бокс, четыре раза выигрывал чемпионат России по комплексному единоборству, в панкратионе имеет в послужном списке бронзовую медаль Кубка мира и золотую медаль чемпионата Европы, в своей весовой категории становился чемпионом Дагестана по кикбоксингу, панкратиону, рукопашному бою, кудо и грэпплингу. Также является мастером спорта по самбо.
В возрасте девятнадцати лет увлёкся смешанными единоборствами и присоединился к местному специализированному клубу Dagestan Fighters. Дебютировал в ММА на профессиональном уровне в сентябре 2010 года в Португалии, но первый свой бой проиграл единогласным решением судей. Тем не менее, в дальнейшем сделал серию из множества побед, в том числе успешно выступил на турнире Fight Nights «Битва под Москвой», где единогласным судейским решением взял верх над ранее непобеждённым Олегом Борисовым.
При содействии своего друга, известного дагестанского бойца Рустама Хабилова, подписал контракт с крупной американской бойцовской организацией World Series of Fighting и дебютировал здесь в июне 2014 года, ударом колена отправив в нокаут Адама Аккуавиву. В следующих трёх поединках WSOF тоже победил, в частности оказался лучше таких бойцов как Айзейя Чэпман, Эд Уэст и Тито Джонс. В 2016 году состоялось его двухматчевое противостояние с американцем Крисом Гутьерресом — в первом бою Гутьеррес победил спорным раздельным решением судей, тогда как во втором их поединке Валиев сумел реваншироваться, на сей раз все трое судей были на его стороне
В 2017 году удостоился права оспорить вакантный титул чемпиона WSOF в легчайшем весе, в чемпионском бою должен был встретиться с соотечественником Бекбулатом Магомедовым, но получил травму и вынужден был отказаться от этого поединка.

### UFC
20 июля 2020 года Тимур Валиев подписал контракт с американским промоушеном UFC.
Его дебют состоялся 21 августа 2020 года на UFC on ESPN 15 в бою против Тревина Джонса. Валиев потерпел поражение во втором раунде техническим нокаутом.

## Статистика в профессиональном ММА
| Боёв 24  | Побед 19 | Поражений 4 |
| -------- | -------- | ----------- |
| Нокаутом | 5        | 0           |
| Сдачей   | 2        | 0           |
| Решением | 12       | 4           |
| Ничьи    | 1        | 1           |

| Результат    | Рекорд   | Соперник                 | Способ                 | Турнир                               | Дата             | Раунд | Время | Место             | Примечание |
| ------------ | -------- | ------------------------ | ---------------------- | ------------------------------------ | ---------------- | ----- | ----- | ----------------- | --- |
| Победа       | 19–4 (1) | Махарбек Каргинов        | Раздельное решение     | ACA 179: Omarov vs Taygibov          | 8 сентября 2024  | 3     | 5:00  | Краснодар, Россия | |
| Поражение    | 18–4 (1) | Александр Подлесный      | Единогласное решение   | ACA 172: Esengulov vs. Vagaev        | 9 марта 2024     | 3     | 5:00  | Москва, Россия    | |
| Поражение    | 18-3 (1) | Джек Шор                 | Единогласное решение   | UFC Fight Night: Волков vs. Аспиналл | 19 марта 2022    | 3     | 5:00  | Лондон, Англия    | |
| Победа       | 18-2 (1) | Раони Барселус           | Решение большинства    | UFC Fight Night: Gane vs. Volkov     | 26 июня 2021     | 3     | 5:00  | Лас-Вегас, США    | Вернулся в легчайший вес. Бой вечера. |
| Победа       | 17-2 (1) | Мартин Дэй               | Единогласное решение   | UFC Fight Night: Overeem vs. Volkov  | 6 февраля 2021   | 3     | 5:00  | Лас-Вегас, США    | |
| Не состоялся | 16-2 (1) | Тревин Джонс             | NC (результат отменён) | UFC on ESPN: Munhoz vs. Edgar        | 22 августа 2020  | 2     | 1:59  | Лас-Вегас, США    | Бой в промежуточном все 63,5 кг. Джонс выиграл техническим нокаутом во втором раунде, но позже из-за провала допинг-теста его лишили победы. |
| Победа       | 16-2     | Тиагру Коста             | Единогласное решение   | Gorilla Fighting 22                  | 13 декабря 2019  | 3     | 5:00  | Краснодар, Россия | |
| Победа       | 15-2     | Джованни да Силва Сантус | TKO (удары руками)     | Gorilla Fighting 14                  | 13 июля 2019     | 1     | 3:58  | Каспийск, Россия  | |
| Победа       | 14-2     | Бекбулат Магомедов       | Единогласное решение   | PFL 4                                | 19 июля 2018     | 3     | 5:00  | Юниондейл, США    | |
| Победа       | 13-2     | Макс Кога                | Единогласное решение   | PFL 1                                | 7 июня 2018      | 3     | 5:00  | Нью-Йорк, США     | Дебют в полулёгком весе. |
| Победа       | 12-2     | Жозеналду Силва          | Сдача (удушение сзади) | PFL: Fight Night                     | 2 ноября 2017    | 3     | 2:12  | Вашингтон, США    | |
| Победа       | 11-2     | Крис Гутьеррес           | Единогласное решение   | WSOF 33: Branch vs. Magalhaes        | 7 октября 2016   | 3     | 5:00  | Канзас-Сити, США  | |
| Поражение    | 10-2     | Крис Гутьеррес           | Раздельное решение     | WSOF 28: Moraes vs. Barajas          | 20 февраля 2016  | 3     | 5:00  | Гарден-Гров, США  | |
| Победа       | 10-1     | Тито Джонс               | Единогласное решение   | WSOF 23: Gaethje vs. Palomino 2      | 18 сентября 2015 | 3     | 5:00  | Финикс, США       | |
| Победа       | 9-1      | Эд Уэст                  | TKO (локти и руки)     | WSOF 19: Gaethje vs. Palomino        | 28 марта 2015    | 1     | 1:39  | Финикс, США       | |
| Победа       | 8-1      | Айзейя Чэпман            | Единогласное решение   | WSOF 13: Moraes vs. Bollinger        | 13 сентября 2014 | 3     | 5:00  | Бетлехем, США     | |
| Победа       | 7-1      | Адам Аккуавива           | TKO (летучее колено)   | WSOF 10: Branch vs. Taylor           | 21 июня 2014     | 3     | 1:35  | Лас-Вегас, США    | |
| Победа       | 6-1      | Бруно Маркес             | Единогласное решение   | Battle of Stars 2                    | 16 июня 2013     | 3     | 5:00  | Махачкала, Россия | |
| Победа       | 5-1      | Олег Борисов             | Единогласное решение   | Fight Nights: Битва под Москвой 8    | 3 ноября 2012    | 3     | 5:00  | Москва, Россия    | |
| Победа       | 4-1      | Альгиз Вахитов           | TKO (удары руками)     | Colosseum Battles Champions          | 21 октября 2012  | 1     | 1:34  | Уфа, Россия       | |
| Победа       | 3-1      | Евгений Лазуков          | TKO (удары руками)     | Dictator Fighting Championship 1     | 28 июня 2012     | 1     | 4:36  | Москва, Россия    | |
| Победа       | 2-1      | Фернанду Косендай        | Единогласное решение   | Top Fight: Battle of the Gyms        | 25 февраля 2012  | 2     | 5:00  | Дубай, ОАЭ        | |
| Победа       | 1-1      | Гаджимурад Гасанов       | Сдача (рычаг локтя)    | Urkarakh Fights                      | 22 июля 2011     | 1     | 4:38  | Уркарах, Россия   | |
| Поражение    | 0-1      | Олле Раберг              | Единогласное решение   | World Ultimate Full Contact 16       | 4 сентября 2010  | 1     | 10:00 | Визеу, Португалия | |